# Davide Carlo Caparini
Davide Carlo Caparini (Brescia, 3 marzo 1967) è un imprenditore e politico italiano.

## Biografia
Nato a Brescia il 3 marzo 1967, figlio di Teresina Gasparotti e Bruno Caparini (ex membro dei Templari di Brescia, confidente di Bossi e finanziatore della Lega), è residente a Vezza d'Oglio dove ha risieduto sino alle superiori. Si è diplomato Perito meccanico all'Istituto tecnico di Sondrio, dove nel 1985 entra per la prima volta in contatto col movimento Lega Lombarda. Ha prestato servizio civile nell'ufficio tecnico del comune di Darfo Boario Terme. Laureato in Ingegneria meccanica all'Università degli Studi di Brescia, ha conseguito una qualifica in disegno industriale e uno in gestione dei cantieri e per la posa di cavi scaldanti presso la Pyrotenax of Canada di Toronto.

## Attività imprenditoriale
Dal 1995 al 1996 è stato presidente del consiglio di amministrazione della Nuova Editoriale S.p.A. editore de L'Indipendente diretto da Daniele Vimercati. Dal 1996 al 1998 amministratore delegato dell'Editoriale Nord.  Nel maggio 1997 Caparini ribattezza in Radio Padania Libera e gradualmente trasforma in una radio comunitaria nazionale l'emittente Radio Varese-Lega Lombarda le cui frequenze il 20-10-1990 erano divenute proprietà della Lega Lombarda per decisione di Umberto Bossi.
Caparini edita RPL fino allo spin off del 2005. Ha editato l'organo ufficiale della Lega Nord trasformandolo dal periodico Lombardia Autonomista al quotidiano a diffusione nazionale laPadania (in edicola dal gennaio 1997 al novembre 2015) che ha annoverato come direttori Gianluca Marchi, Gigi Moncalvo e Gianluigi Paragone e come firme Massimo Fini, Max Parisi e Gianfranco Funari. Ha fondato il settimane Sole delle Alpi (in edicola dal 1998 al 2006) diretto da Roberto Poletti e la casa editrice Bruno Salvadori.
Dal 1996 è socio dell'Editoriale Nord scarl editore de laPadania, Radio Padania Libera, il Sole delle Alpi, e la casa editrice Bruno Salvadori. Dal 1999 è amministratore unico di Mediapadania S.r.L. società concessionaria pubblicitaria ed organizzatrice di eventi come Miss Padania (dal 1997 fino al 2013) e Capodanno Celtico. Dal 1999 è amministratore unico di Celticon S.r.L. editrice di TelePadania diretta da Max Parisi, Max Ferrari, Aurora Lussana in onda su Telecampione e Sky fino alla sua chiusura il 30 giugno 2014.

## Attività politica

### Lega Lombarda e Lega Nord
Tesserato alla Lega Lombarda dal 1986 e militante della Lega Nord dal 1989, fondatore della locale sezione della Vallecamonica, alle elezioni politiche del 1996 viene eletto alla Camera dei deputati, tra le liste della Lega Nord. Ha fatto parte di numerose commissioni parlamentari tra cui cultura, trasporti, attività produttive, giustizia e difesa. Dal 2001 al 2017 è stato responsabile per la comunicazione della Lega Nord ed ha personalmente curato le campagne elettorali dal 2006 al 2013. È stato coordinatore della campagna per il referendum consultivo in Lombardia del 2017 e della campagna elettorale di Attilio Fontana per le elezioni regionali in Lombardia del 2018.

### In Parlamento

Davide Camparini (a destra) con Umberto Bossi durante una manifestazione leghista a Pontida nel 1990

È stato membro (XIII, XIV, XV e XVI legislatura), segretario (XVI) e vicepresidente (XIV) della commissione vigilanza Rai. Nel 2001 ha impedito la cessione di RaiWay nel tentativo di ripianare le ingenti perdite della concessionaria pubblica del servizio radiotelevisivo. Convinto sostenitore dell'abolizione del canone Rai ha presentato numerosi emendamenti, mozioni, ordini del giorno e proposte di legge per la liberalizzazione del sistema radio televisivo e la valorizzazione del comparto dell'emittenza locale. Ha partecipato alla redazione della legge sulla par condicio e alla legge Gasparri nella parte sull'emittenza locale.
Nella XIII legislatura è stato eletto con il 41,96% (36.701 voti) per la Lega Nord. È primo firmatario di 21 proposte di legge tra le quali spicca la prima sull'abolizione del canone Rai (che verrà sempre ripresentata), sul conflitto di interesse, in materia di commercio, vendita al dettaglio e sottocosto, per la tutela del patrimonio artistico locale, per la sicurezza sul lavoro, per favorire l'occupazione e per favorire l'acquisto delle centraline idroelettriche da parte dei comuni.
Nella XIV legislatura è stato eletto con il 52,89% (45.495 voti) per la Casa delle Libertà. È primo firmatario di 19 proposte di legge tra cui quella sulle associazioni di volontariato, sull'emittenza televisiva locale, in materia di par condicio.e per la regionalizzazione del servizio pubblico radiotelevisivo, per la tutela delle incisioni rupestri. Con l'amico professore Ettore Adalberto Albertoni ha realizzato gli accordi di programma per la valorizzazione della Vallecamonica romana a Cividale Camuno e Bienno, per la valorizzazione del centro storico e del castello di Breno, per il museo del lavoro di Cedegolo. Nel corso le votazioni per l'elezione dei giudici per la Corte Costituzionale uscendo dall'urna in segno di protesta ha esposto un cartello con la scritta "Papalia razzista, e nazista", riferendosi al procuratore di Verona Guido Papalia che ha perseguito alcuni leghisti per il reato di istigazione al razzismo per avere raccolto firme contro un campo nomadi.
Nella XV legislatura ha presentato 28 proposte di legge tra cui una nuova per l'abolizione del canone Rai, per fronteggiare le calamità naturali, per il test di cittadinanza, per la tutela e la valorizzazione delle lingue minoritarie, l'adozione della carta europea e di quelle storiche regionali, per le auto storiche e l'abolizione della riserva riservata ai militari volontari di ferma.
Nella XVI legislatura è stato presidente della commissione parlamentare per le questioni regionali. Ha presentato 48 proposte di legge per l'abolizione dei Prefetti, a favore dei risparmiatori titolari dei bond argentini, a favore delle indagini sui reati di corruzione, concussione, ricettazione e riciclaggio dei proventi di attività illecite, per l'istituzione di benefìci previdenziali in favore dei lavoratori che assistono familiari affetti da grave disabilità, educazione alla multimedialità nelle scuole, revoca della cittadinanza per i cittadini stranieri che si sono macchiati di gravi reati, per la trasparenza dei bilanci dei sindacati e liberalizzazione dei patronati, la riduzione della pressione fiscale sugli immobili, per il mercato delle locazioni, per la detraibilità degli oneri dei mutui per l'abitazione principale, a favore delle truppe alpine, attività bandistica e musica popolare, sicurezza negli stadi, a favore dei deportati nei campi di sterminio nazisti e IVA agevolata per i testi multimediali poi diventata legge nella XVII legislatura.

Nella XVII legislatura viene eletto è segretario dell'ufficio di presidenza della Camera dei Deputati e nominato componente della Commissione di studio per la Redazione di principi e linee guida in tema di garanzie, diritti e doveri per l'uso di internet. Dopo 22 anni trascorsi ininterrottamente in Parlamento, non si ricandida più alle elezioni politiche del 2018.

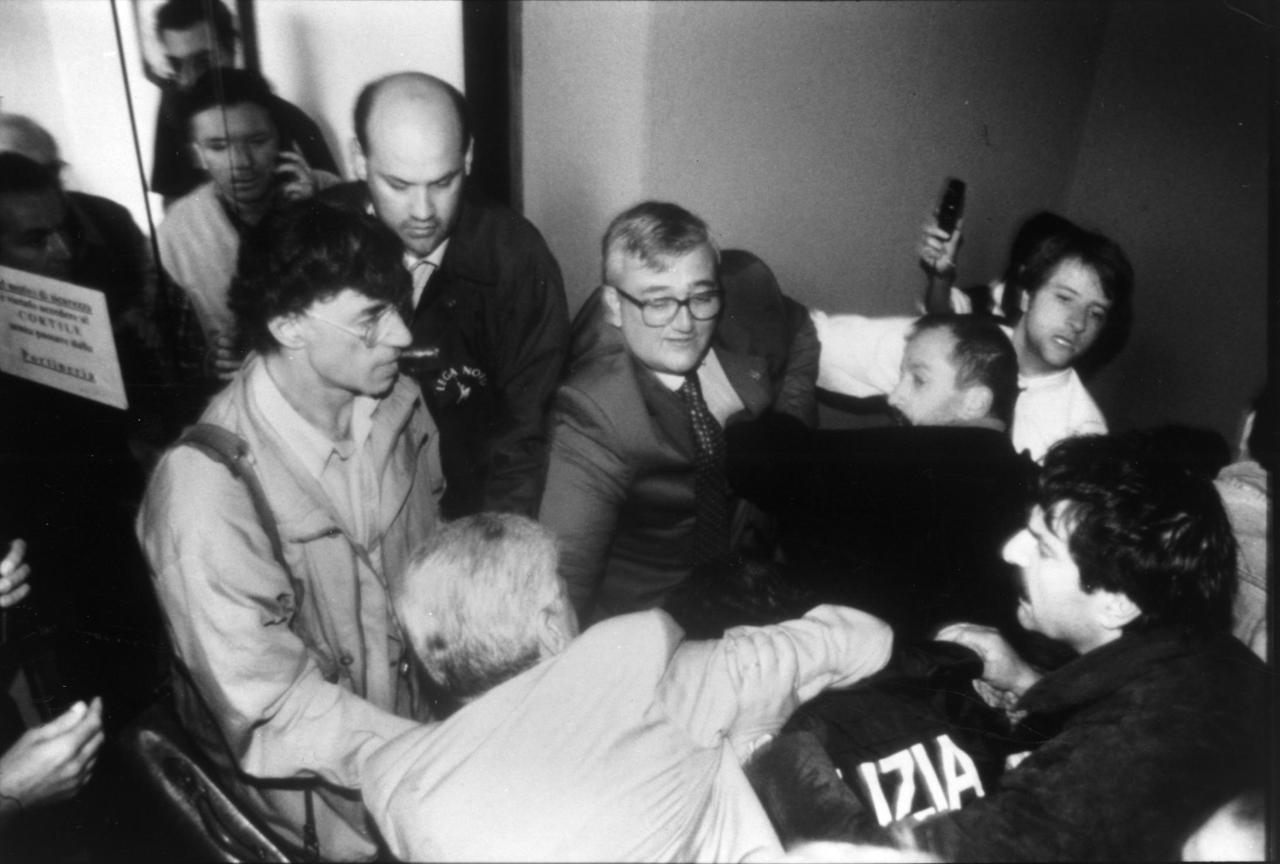
Irruzione della digos in via bellerio sede della Lega Nord a Milano il 18 settembre 1996. Davide Caparini con Umberto Bossi e Mario Borghezio fanno resistenza alla perquisizione dell'ufficio di Roberto Maroni

#### La viabilità del Sebino[19]
È fautore del finanziamento e della conclusione della nuova variante a scorrimento veloce della SS 510 Sebina Orientale i cui lavori erano stati abbandonati a causa del fallimento delle ditte appaltatrici poi aperta al traffico nel 2004. Mentre si susseguono le proteste dei cittadini nel luglio 1996 trova i 56 miliardi di lire mancanti ad inserire la SS 510 negli interventi immediatamente cantierabili. Il decreto legge che consente l'affidamento dei lavori, per l'instabilità del Prodi I, decade e il vuoto legislativo viene scongiurato con una modifica ed un ordine del giorno Caparini alla legge finanziaria 1997.
L'importo complessivo in base all'adeguamento alle nuove norme ammonta a 100 miliardi di lire. Nell'ottobre 1997, a cinque anni dal blocco dall'abbandono del cantiere a causa del fallimento delle ditte appaltatrici, i lavori riprendono. Nel 1998 i tratti tra Marone e Vello (costato 81 miliardi di lire) e tra Bersaglio e Pilzone (costato 103 miliardi di lire) sono terminati ma non possono essere aperti al traffico perché tarda il completamento della parte centrale del tracciato, quella sopra Sale Marasino. Nel dicembre del 1999 il Parlamento con un ordine del giorno Caparini impegna il Governo per la viabilità camuno-sebina. Mancano altri 35 miliardi di lire e la Regione Lombardia ne stanzia i 24.
Nel dicembre del 2000 numerosi edifici di Pisogne hanno riportano ingenti danni a causa delle vibrazioni e dei cedimenti del terreno causati dalla escavazione obbligando l'impresa a rallentare i lavori. A causa di infiltrazioni di acqua calcare dovuta alla pessima realizzazione dei lavori tarda anche l'apertura della variante di Pisogne. Nel novembre 1999 i cittadini organizzano un presidio a Pisogne in protesta per i ritardi. Le piogge alluvionali di ottobre e novembre 2000 peggiorano la situazione facendo ulteriormente slittare la consegna dei lavori. Nel maggio del 2001, con oltre quattro anni e mezzo di ritardo, apre la variante di Pisogne (Toline-Rovina). Il passaggio del Giro d’Italia porta alla attenzione dell'opinione pubblica nazionale la pericolosità delle sue gallerie troppe volte luogo di gravissimi incidenti. Il Ministro dei Lavori Pubblici risponde ad una interrogazione Caparini assicurando interventi nelle gallerie S. Carlo e S. Barbara.
La Provincia di Brescia si fa carico della messa in sicurezza della Trentapassi e della conseguente realizzazione di una viabilità alternativa rivalutando il lungolago. Il Berlusconi II approva la nuova legge obiettivo modifica radicalmente le paludose normative in materia di lavori pubblici e che ci consente di inserire la SS 510 nell'elenco degli interventi strategici di preminente interesse nazionale. La nuova bufera che si abbatte sull'ANAS nel 2003 e che porta in galera 31 tra imprenditori, dirigenti, funzionari e impiegati del compartimento di Milano che avrebbero ricevuto tangenti pari al 5% degli appalti con le accuse sono di corruzione, truffa, riciclaggio, turbativa d'asta e falso rallenta ma non ferma i lavori. Nel febbraio 2004 finalmente la Sebina Orientale apre al traffico.

#### La strada della Val Camonica
Nel 1996 la situazione della viabiltà camuno-sebina arriva nelle aule parlamentari. Nel marzo del 1998 la prima inaugurazione: sette chilometri dal confine tra Lovere e Costa Volpino sino a Darfo. Nel 1999 presenta la proposta di legge per il completamento del collegamento viario tra la Valcamonica e la provincia di Brescia mentre nel 2000 il parlamento approva un ordine del giorno Caparini per il finanziamento e il completamento dell'opera. Nel 2001 con il Berlusconi II riesce a sbloccare i lavori fermi a causa del ritrovamento di un masso con iscrizioni rupestri al Badetto di Ceto e a finanziare alcuni lavori sulla SS 39 per l'Aprica. Apre il tratto tra Breno e Capodiponte. Insieme ai comitato dei cittadini del Badetto di Ceto ha trovato le risorse per realizzare l'attraversamento in galleria dell'abitato della media Vallecamonica poi inaugurata nell'ottobre del 2005.

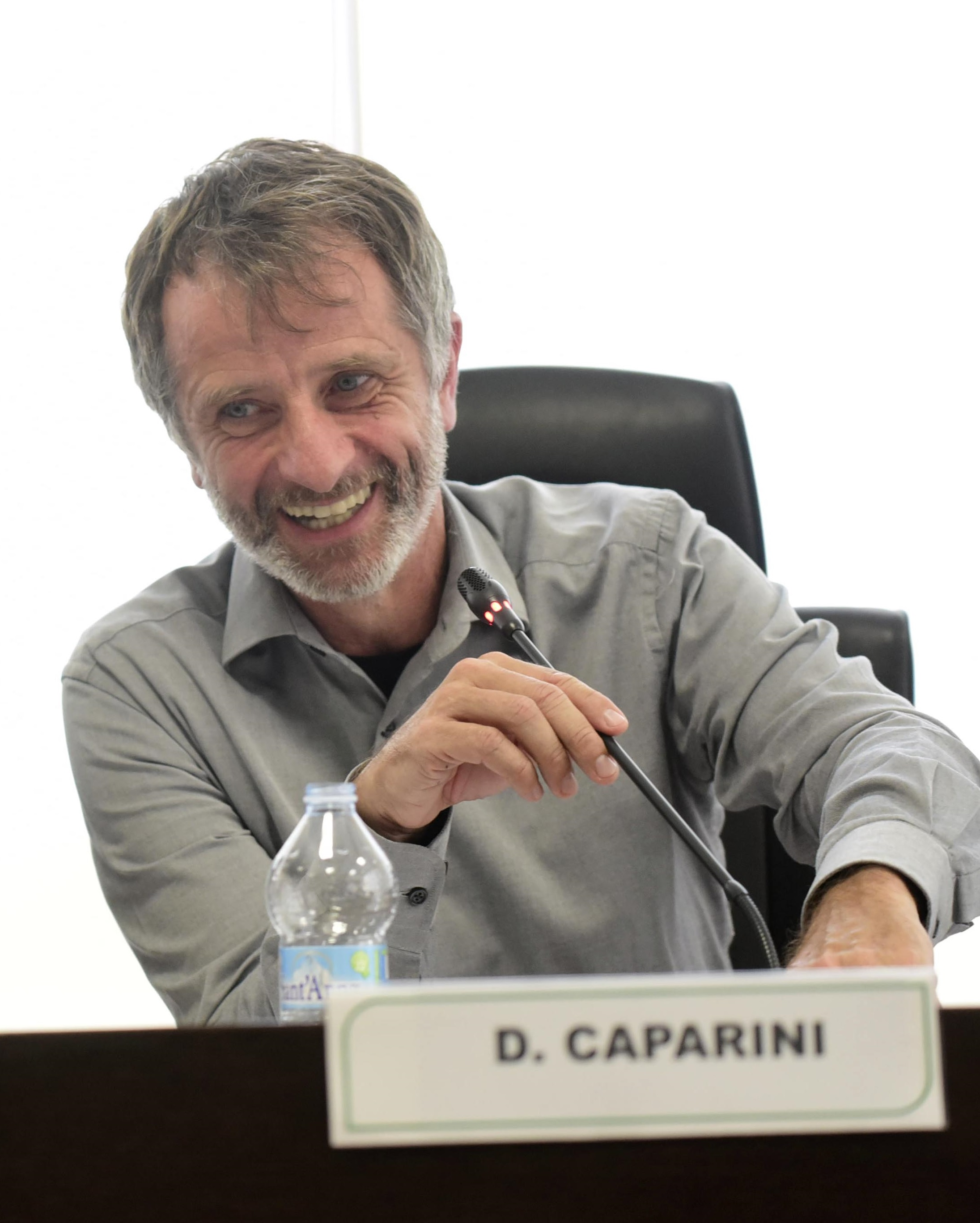

Con un emendamento alla finanziaria nel 2006 inserisce "il completamento del «sistema accessibilità Valcamonica, strada statale 42 - del Tonale e della Mendola" nelle opere strategiche nazionali dotandola di un finanziamento aggiuntivo di 150 milioni di euro, ciò ne consentirà il finanziamento e la conclusione. Il 23 giugno 2007 come segno di protesta contro il governo Prodi per i ritardi per il completamento dei lavori di ammodernamento della Strada statale 42 del Tonale e della Mendola si cimenta in una ultramaratona "Meno Prodi più strade" della durata 6 ore e mezza percorrendo gli oltre 62 chilometri che separano Iseo da Capo di Ponte attraversando Sulzano, Sale Marasino, Marone, Pisogne, Pian Camuno, Artogne, Gianico, Darfo Boario Terme, Piancogno, Cividate Camuno, Malegno, Breno, Niardo, Ono San Pietro e Ceto.  Nel dicembre del 2012 è stato inaugurato l'ultimo tratto tra Ceto a Berzo Demo. Ha contribuito alla realizzazione delle varianti di Cortenedolo e Corteno Golgi sulla strada statale da Edolo all'Aprica.

#### Le norme per la montagna
Con la finanziaria del 1999 riesce ad inserire l'agevolazione sul gasolio e sul GPL impiegati nelle zone montane che propone di estendere anche al metano. Nel corso del secondo governo Berlusconi ha lavorato col ministro per gli Affari Regionali Enrico La Loggia per la stesura di una nuova legge quadro per la montagna. Nel 2005 viene approvata la sua proposta di legge per agevolare il soccorso alpino italiano (CNSAS) e di norme a favore delle truppe alpine. In quel periodo supporta i locali comitati ambientalisti a difesa del paesaggio della Vallecamonica ottenendo il cambiamento del tracciato dell'elettrodotto San Fiorano Gorlago e l'interramento o lo smantellamento di alcune linee ad alta tensione. Nel 2006 ha proposto la rideterminazione delle tariffe idriche per i comuni di montagna oltre che l'aumento dei canoni idroelettrici a favore delle popolazioni dei territori sfruttati dai concessionari. Nel 2006 ha partecipato ai lavori per la stesura di una delega al Governo per un codice a favore della montagna e per l'allevamento del bovino da latte in quota.

#### Papalia e i fatti di via Bellerio
Il 18 settembre 1996, pochi giorni dopo la Dichiarazione d'indipendenza della Padania del 15 settembre, la Digos eseguì un mandato di perquisizione dell'ufficio (nella sede della Lega Nord di via Bellerio a Milano) di Corinto Marchini per conto dalla Procura della Repubblica di Verona in una indagine per attentato all'unità dello Stato. I leghisti sostennero che non ci fosse nessun ufficio di Marchini nella sede leghista. A questo punto la Digos decise di fare irruzione. All'atto considerato illegittimo opposero resistenza Umberto Bossi, Roberto Maroni, Davide Caparini, Mario Borghezio ed alcuni militanti. Maroni cadde e rimase ferito. Qualche giorno più tardi la polizia rese noto il verbale dell'operazione. Nella sede leghista vennero sequestrate alcune camicie, gadget, manifesti, una carta geografica del Po e copie dell'inno Va' pensiero di Giuseppe Verdi.
Contro la perquisizione la Camera dei deputati avanzò ricorso secondo l'articolo 68 della Costituzione, che vieta la violazione di locali a disposizione dei parlamentari senza consenso del Parlamento. La perquisizione venne condannata nel 2004 dalla Corte Costituzionale con la conseguente prescrizione della condanna di 6 mesi e 20 giorni a Davide Carlo Caparini. La Cassazione comunque condannò Roberto Maroni a 4 mesi e 20 giorni per resistenza a pubblico ufficiale (pena poi convertita in una multa di 5.320 euro). Umberto Bossi venne assolto in appello il 22 giugno 2007, dopo avere chiesto precedentemente l'immunità al Parlamento europeo.

### Assessore al Bilancio alla Regione Lombardia

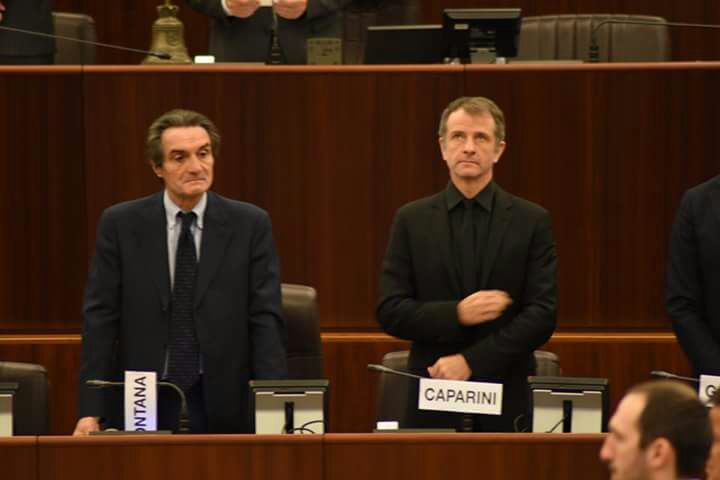
Davide Caparini (a destra) a fianco di Attilio Fontana nel corso del primo consiglio regionale della XI° legislatura

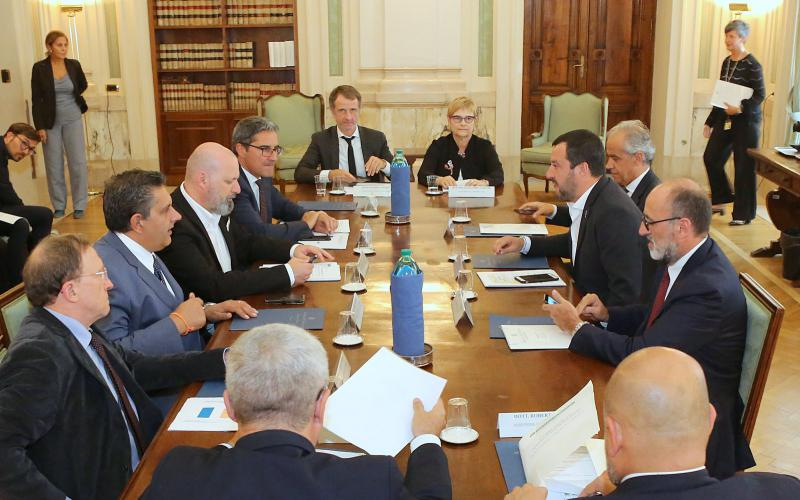
Caparini, con una rappresentanza della Conferenza delle Regioni e delle Province autonome, durante un incontro con il ministro dell'Interno Matteo Salvini al Viminale.

Dopo averne seguito la campagna elettorale, il governatore della Regione Lombardia Attilio Fontana il 29 marzo 2018 lo nomina Assessore al Bilancio, Finanza e Semplificazione con competenza sulle seguenti materie:
- Bilancio e fiscalità
- Risorse finanziarie per la crescita
- Semplificazione amministrativa
- Processi di digitalizzazione
- Coordinamento fondi europei
- Rapporti con le conferenze Stato-Regioni, Unificata e con la UECaparini, in qualità di coordinatore della Commissione Affari finanziari della Conferenza delle Regioni e delle province autonome, insieme a Stefano Bonaccini, Presidente della Conferenza delle Regioni, durante un incontro con il Sottosegretario alla Presidenza del Consiglio Giancarlo Giorgetti, e i Sottosegretari al ministero dell’Economia e Finanze, Massimo Garavaglia e Laura Castelli per un confronto sul DEF

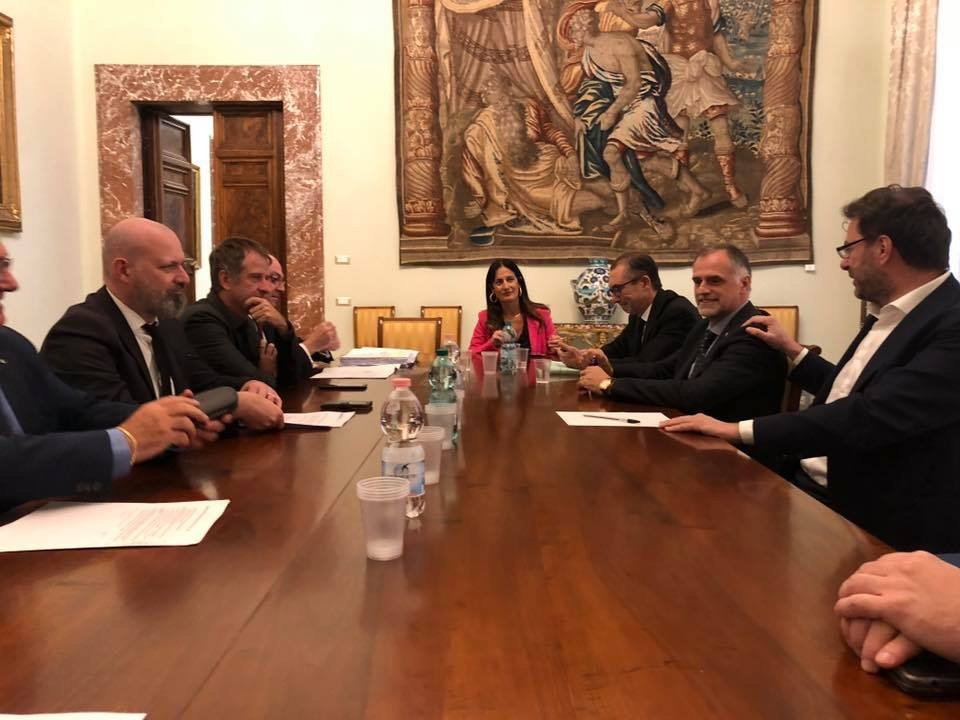
Caparini, in qualità di coordinatore della Commissione Affari finanziari della Conferenza delle Regioni e delle province autonome, insieme a Stefano Bonaccini, Presidente della Conferenza delle Regioni, durante un incontro con il Sottosegretario alla Presidenza del Consiglio Giancarlo Giorgetti, e i Sottosegretari al ministero dell’Economia e Finanze, Massimo Garavaglia e Laura Castelli per un confronto sul DEF

- SIREG

Il 19 marzo 2018 viene nominato coordinatore della Commissione affari finanziari della Conferenza delle Regioni e delle Provincie Autonome in rappresentanza della quale, in data 11 maggio 2018 viene nominato membro del Cda dell'Aifa ed in data 21 maggio 2018 viene nominato membro del Cda di Cassa Depositi e Prestiti.
L'8 gennaio 2021, a seguito dell'adeguamento della composizione della giunta disposto dal Presidente Fontana, viene confermato Assessore al Bilancio e Finanza con competenza sulle seguenti materie:
- Bilancio e fiscalità
- Risorse finanziarie per la crescita
- Coordinamento fondi europei
- Rapporti con le conferenze Stato-Regioni, Unificata e con la UE
- Enti strumentali e società partecipate

### L'elezione in consiglio regionale
Si candida con la Lega alle Elezioni Regionali del 2023 nella circoscrizione di Brescia, venendo eletto con 9.196 preferenze.  Termina l'incarico in giunta nel marzo 2023, sostituito dal nuovo vicepresidente della Regione, Marco Alparone (FdI). 
Il 18 aprile 2023 viene eletto Presidente della Commissione I° "Programmazione, bilancio, società controllate e partecipate".

## Altre attività e impegno nel sociale
Dal 2006 al 2013 è stato vicepresidente di Padania Sport oggi Hercules Athletics & Running Team società sportiva affiliata a SportPadania (Ente di promozione sportiva riconosciuto da CONI) ed alla FIDAL.
Maratoneta di lungo corso, membro del Montecitorio running club, sotto le insegne di SMArathon Onlus (che raccoglie fondi per la ricerca sull'atrofia muscolare spinale) ha corso tutte le maratone major: New York, Berlino, Chicago, Tokyo, Londra e, nel 2013, la maratona di Boston, funestata da un attentato dinamitardo: al momento dello scoppio si trovava a qualche centinaio di metri dalle bombe.
Negli ultimi anni inoltre si dedica alla pratica del Triathlon partecipando anche a competizioni di livello internazionale come quella di Karnten Klagenfurt, in Austria. Chitarrista ritmico e solista, autodidatta, dal 1994 suona con un gruppo rock-blues "Senso Unico", si è esibito più volte a scopo benefico al fianco di Omar Pedrini dei Timoria.
Nell'autunno del 2023, insieme al giornalista Max Parisi, pubblica il libro "L'Armata rotta", un'inchiesta sulla gestione della pandemia di COVID-19 in Italia ed in Lombardia.

## Controversie
Il 31 luglio 2004, dopo un alterco alla Camera dei deputati per alcune battute su Tangentopoli e "nani e ballerine" con alcuni socialisti dei due schieramenti, Davide Caparini tenta di sfondare il cordone dei commessi e di avvicinarsi a Roberto Giachetti (Margherita). Per Caparini scatta l'espulsione. Renzo Lusetti (Margherita) finisce in infermeria.

## Vita privata
Nel giugno 2023 si è sposato con Silvia Sardone.

## Opere
- Max Parisi e Davide Caparini, L'armata rotta, Koinè Nuove Edizioni, 2023.[64]